# Georgij Nikolajevič Zarubin
Georgij Nikolajevič Zarubin, rusky Георгий Николаевич Зарубин (6. května 1900 Golicino – 24. listopadu 1958 Moskva) byl sovětský diplomat, velvyslanec.

## Život
Roku 1919 vstoupil do Komunistické strany Ruska (bolševiků). V roce 1931 absolvoval Textilní fakultu Průmyslové akademie a roku 1932 Moskevský textilní institut. V letech 1931 až 1935 byl ředitelem Průmyslové akademie V. M. Molotova. Od roku 1940 pracoval v diplomatických službách, do roku 1941 vedl oddělení pro americké státy Lidového komisariátu zahraničních věcí Sovětského svazu. Poté vystřídal několik velvyslaneckých funkcí: v Kanadě (1944 až 1946), Velké Británii (1946 až 1952) a ve Spojených státech amerických (1952 až 1958). Od roku 1958 pracoval jako náměstek Ministerstva zahraničních věcí SSSR, avšak ještě téhož roku zemřel. V letech 1952 až 1958 byl kandidátem členství v Ústředním výboru Komunistické strany Sovětského svazu.